# Ignis rubeus
Ignis rubeus Dautova, 2018 è una specie di octocoralli dell'ordine Alcyonacea la cui collocazione tassonomica non è del tutto definita. È l'unica specie della famiglia Haimeidae e del genere Ignis.

## Descrizione
Il nome del genere Ignis deriva dal latino ignis (fuoco, fiamma) a ricordare il colore dei polipi delle specie dovuto alla presenza dalla sclerite rossastra.
Questa specie è caratterizzata da polipi solitari di forma conica e stoloni diffusi. I polipi non sono retrattili e non sono divisi in antocodio e antostilo. Gli scleriti riempiono tutte le parti del polipo in modo disordinato.

## Tassonomia
La specie è stata descritta per la prima volta nel 2018 a partire da un olotipo raccolto nel 2015 a circa 2.200 m. di profondità nel mare di Okhotsk da una spedizione scientifica russo-germanica. Sulla base di questo campione limitato il nuovo genere Ignis è stato provvisoriamente collocato nella famiglia Haimeidae. Da notare che la validità tassonomioca della famiglia Haimeidae è stata dibattuta. Infatti dopo la definizione ad opera di Wright nel 1865, la famiglia fu soppressa da Hickson nel 1930, ma poi ristabilita da Bayer e Muzik nel 1976.